# Deckenpfronn
Deckenpfronn er en kommune i Landkreis Böblingen i den tyske delstat Baden-Württemberg.Deckenpfronn er den eneste by i kommunen, der er den mindste i Landkreis Böblingen.

## Geografi
Deckenpfronn ligger i landskabet Heckengäu, syv kilometer nordvest for Herrenberg og ti kilometer sydøst for Calw i nærheden af motorvejen Bundesautobahn 81 Stuttgart – Singen.

### Nabokommuner
Deckenpfronn har seks nabokommuner : Aidlingen, Gärtringen, Herrenberg i Landkreis Böblingen, og Wildberg, Calw og Gechingen i Landkreis Calw.

## Historie
Deckenpfronn nævnes førswte gang i 1075 i en skrivelse fra Klosteret Hirsau. I 1388 kom Deckenpfronn under Württemberg.
Deckenpfronn har tidligere hørt under Landkreis Calw.